# اردمیر

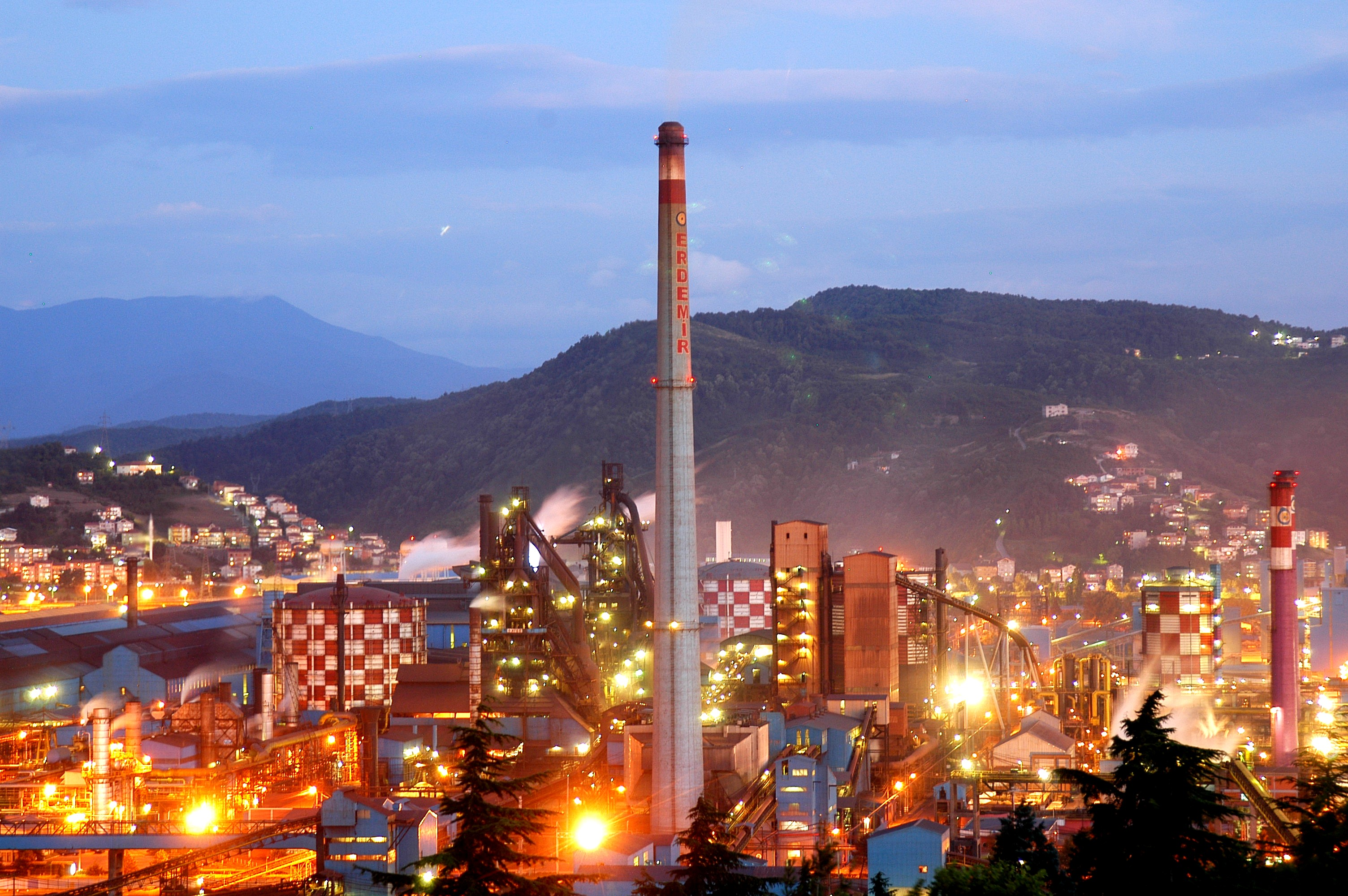
کارخانه فولادسازی اردمیر در شهر زونگولداغ، ترکیه

اردمیر (به ترکی استانبولی: ERDEMİR) شرکت فولاد ترکیه‌ای است، که در زمینه تولید فولاد تخت، فولاد خام، فولاد ضدزنگ و محصولات نیمه ساخته فولاد فعالیت می‌کند.
شرکت اردمیر در سال ۱۹۶۷ تأسیس شد و در حال حاضر بزرگ‌ترین شرکت فولادسازی ترکیه و سومین تولید کننده فولاد در اروپا می‌باشد.
دفتر مرکزی این شرکت در شهر زونگولداغ، ترکیه قرار دارد و بخشی از سهام آن در بازار بورس استانبول معامله می‌شود.